# Křížovice (Ktiš)
Křížovice (někdy také Křižovice, německy Křižowitz či Krisowitz) je zaniklá ves na území obce Ktiš v okrese Prachatice. Křížovice ležely  cca 1,7 km západně od Ktiše a 11 km severozápadně od Chvalšin, v katastrálním území Křížovice u Ktiše o výměře 11,92 km².

## Historie
První písemná zmínka o Křížovicích pochází z roku 1440, kdy byly uvedeny pod názvem Krzyzowicze. Od zavedení obecního zřízení v polovině 19. století byly Křížovice samostatnou obcí, jejíž součástí byla Ktiška, Markov, Miletínky, Ostrá Hora, Stará Huť a Tisovka. V roce 1921 stálo v Křížovicích 90 domů a žilo zde 595 obyvatel, z toho 588 obyvatel bylo německé národnosti. V roce 1930 žilo v obci Křížovice 586 obyvatel. V letech 1938 až 1945 bylo území obce Křížovice v důsledku uzavření Mnichovské dohody přičleněno k nacistickému Německu. V roce 1950 byly Křížovice osadou obce Ktiš; v dalších letech pak zanikly.